# إلبا راماليو
إلبا راماليو (بالبرتغالية: Elba Ramalho‏) هي كاتبة غنائية وملحنة ومغنية وممثلة برازيلية، ولدت في 17 أغسطس 1951 في البرازيل. من الجوائز التي نالتها وسام الاستحقاق الثقافي ‏.

## جوائز
- وسام الاستحقاق الثقافي [الإنجليزية]‏

## وصلات خارجية
- إلبا راماليو على موقع IMDb (الإنجليزية)
- إلبا راماليو على موقع ألو سيني (الفرنسية)
- إلبا راماليو على موقع ميوزك برينز (الإنجليزية)
- إلبا راماليو على موقع أول موفي (الإنجليزية)
- إلبا راماليو على موقع أول ميوزيك (الإنجليزية)
- إلبا راماليو على موقع ديسكوغز (الإنجليزية)
- إلبا راماليو على موقع قاعدة بيانات الفيلم (الإنجليزية)
- إلبا راماليو على موقع كينوبويسك (الروسية)